# Constantin Baraschi

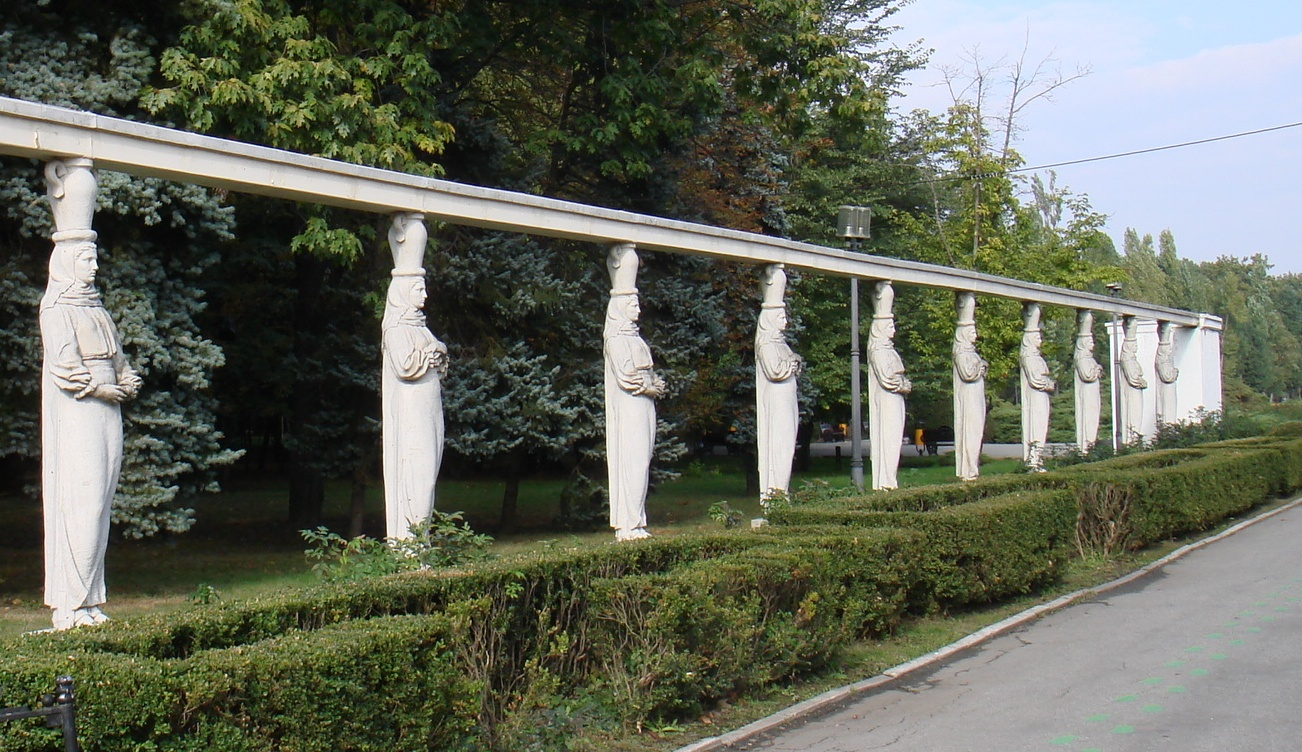
Aleea Cariatidelor, din Parcul Herăstrău sculptură reconstituită de Ionel Stoicescu, în 2006, după originalul realizat de Constantin Baraschi

Constantin (Mușat) Baraschi (n. 17 noiembrie 1902, Câmpulung, România – d. 22 martie 1966, București, România) a fost un sculptor român, membru corespondent al Academiei Române (1955).

## Biografie

### În România Mare
Primul contact cu sculptura și cu mesteșugul cioplirii pietrei este reprezentat de înscrierea sa la Școala de Arte și Meserii a meșterilor italieni stabiliți în jurul anilor 1900 la Câmpulung Muscel.
În 1921, s-a înscris la Școala de Arte Frumoase din București, la clasa de sculptură a lui Dimitrie Paciurea și Frederic Storck. A părăsit această școală, în 1925, pentru a urma cursurile Academiei Libere de Arte Plastice. Debutul său public a fost la Salonul Oficial din 1925. În 1926, Baraschi era premiat la aceeași manifestare oficială, iar în 1927 primea o bursă de studii în Franța. Ca și prietenul său Mac Constantinescu, sculptorul studiază la Academia Julian în preajma lui Marcel Bouchard, apoi se îndreaptă și spre cursurile libere ale Academiei “Le Grande Chaumiere”, intrând în atelierul-școală a lui Bourdelle. După debutul expozițional ce se consumă la București în 1928, cariera lui Baraschi va intra pe o traiectorie continuu ascendentă, devenind unul dintre cei mai expresivi maeștri ai artei sculpturale, evidențiat printr-o corectă redare a anatomiei umane.

### După 23 august 1944
Despre Constantin Baraschi se știa că încă cu câteva luni înainte de Lovitura de stat de la 23 august 1944 ar fi început să modeleze Monumentul ostașului sovietic eliberator, care apoi a fost dezvelit în Piața Victoriei în anul 1946, în prezența regelui Mihai al României.
Pentru a cinsti memoria unor ilustre personalități ieșene, Senatul universității din Iași, întrunit la 23 octombrie 1934, a înființat o comisie care avea nobila misiune de a acționa "pentru grabnica înfăptuire a statuilor lui Vasile Conta, Titu Maiorescu și Alexandru D. Xenopol". Executarea lor i-a fost încredințată sculptorului Constantin Baraschi. Din cele trei monumente, s-a păstrat doar statuia lui A. D. Xenopol. Nu se știe ce s-a întâmplat cu statuia lui V. Conta. Statuia lui Titu Maiorescu, amplasată în partea de sus a Universității, a fost demolată într-o noapte a anului 1950.
Printre creațiile sale de referință se numără două altoreliefuri pentru  Arcul de Triumf, statuia „Nicolae Bălcescu”, dezvelită în 1969 la Pitești și două basoreliefuri pentru fațada Institutului de botanică din capitală.
A contribuit la detalii din iconostasul Bisericii Cașin, este autorul busturilor lui Nicolae Bălcescu, Alexandru Sahia și George Coșbuc din parcul Carol I.
La Câmpulung, în Grădina Publică, se află sculpturile sale "N. Bălcescu" și "Autoportret". Tot în localitate mai sunt "Țăranca din Muscel" și grupurile statuare de la Cimitirul Flămânda și de la intrarea în stadion.
Din patrimoniul Muzeului de Artă din Constanța fac parte patru lucrări realizate de Constantin Baraschi: "Faun" (1938), "Tors", "Extaz" și "Portret George Enescu".
Tot în Constanța se află "Satirul și Nimfa", statuie amplasată, în anul 1964, în parcul Teatrului Constanța. Sculptura "Extaz", aflată în muzeu, a fost lucrată din marmură, iar o variantă turnată în bronz este amplasată în stațiunea Mamaia.
În Muzeul Județean de Artă Prahova "Ion Ionescu-Quintus"- Ploiești, Constantin Baraschi este prezent, între altele, cu două proiecte de monumente ecvestre inedite ale Regilor Carol I și Ferdinand. Statuia ecvestră a regelui Carol I, din bronz patinat, în format  69x55x20 cm, îl reprezintă pe rege în uniforma militară din timpul Războiului de independență (1877 - 1878). Calul și călărețul sunt înfățișați într-o atitudine oficială, de trecere în revistă a trupelor. Lucrarea este realizată într-o manieră realistă, obișnuită în cazul comenzilor oficiale, dar denotă respect față de limbajul plastic obișnuit. Este bine proporționată și are monumentalitate în ciuda dimensiunilor reduse. În 1936 s-a organizat la București un concurs pentru realizarea monumentelor ecvestre ale regilor Carol I și Ferdinand. Concursul a fost câștigat în ambele cazuri de către Oscar Han dar comanda a fost acordată până la urmă pentru execuție lui Ivan Meštrović, care le-a și realizat. Lucrarea expusă la Ploiești reprezintă proiectul statuii cu care Constantin Baraschi s-a prezentat la concurs.
În București, pe Calea Dorobanți, se găsește blocul Zodiac, construit în perioada interbelică, care astăzi este declarat monument istoric. Poartă această denumire datorită celor 16 panouri decorative cu tematică astrologică realizate de Constantin Baraschi.
Este singurul sculptor român care a scris un tratat de sculptură ("Tratat de sculptură", 2 vol., Editura Meridiane 1962. Ediția a II-a în 1964).
Constantin Baraschi a fost și rector la Institutul de Arte Plastice din București. Pictorul Vasile Celmare, care a studiat acolo, își amintea că Baraschi "era un tip mai aspru, deși cu suflet bun".
A fost membru în mai multe asociații artistice: 1930-1940, Grupul nostru; 1932, Salonul de toamnă; 1939, președinte al Sindicatului artelor frumoase.
În orașul său natal se găsește Casa memorială Constantin Baraschi. Este construită în stilul artei țărănești în sec. XIX. Pe peretele casei se află o placă memorială care amintește că aici s-a născut și a creat sculptorul Constantin Baraschi (1902-1966).

## Premii și distincții
De-a lungul carierei artistice, plasticianul a participat la numeroase expoziții în țară și peste hotare, fiind distins cu:
- Medalia de Aur, la expoziția internațională de la Paris (1937),
- Premiul Academiei Române pentru sculptură (1938),
- Medalia de Argint pentru sculptură „Sfântul Gheorghe” (1940),
- Premiul de Stat al Republicii Populare Române pentru lucrările de o deosebită valoare efectuate în anul 1949 în domeniul Artelor Plastice, clasa II-a (8 martie 1951), „pentru sculptura «Bustul lui Maxim Gorki»”[22]

### Distincții
- Ordinul Meritul Cultural, în gradul de Cavaler cl. II, pentru artă (1 februarie 1943)[23]
- titlul de Maestru Emerit al Artei din Republica Populară Română (28 aprilie 1951)[24]
- Ordinul Muncii cl. I-a (17 noiembrie 1952) „cu ocazia împlinirii a 50 de ani de la naștere, pentru merite artistice deosebite în domeniul artei”[25]
- Medalia „A cincea aniversare a Republicii Populare Române” (24 decembrie 1952) „pentru lupta și munca duse în vederea făuririi, consolidării și prosperării Republicii Populare Române”[26]
- titlul de Artist al Poporului din Republica Populară Romînă (26 august 1954) „pentru merite excepționale în domeniul dezvoltării artei”[27]

## Lucrări

Monumentul Kilometrul zero

Fata pe valuri, Galați

- Aleea Cariatidelor, din Parcul Herăstrău face parte din ansamblul statuar Fântâna Modura, care a fost realizat în 1939 de sculptorul Constantin Baraschi. Cele 20 de cariatide, așezate în  două șiruri de câte 10 statui pe fiecare parte a aleii, reprezintă țărănci din Muscel și Mehedinți, îmbrăcate în port popular și purtând pe cap un ulcior. La capăt se află statuia Modura, o femeie despre care legenda spune ca i-a oferit apă lui Carol al II-lea atunci când acesta a aterizat forțat în comuna Vadu Crișului, Bihor. Regele a emis și o monedă înfățișând-o pe Modura.[28] Lucrarea a fost distrusă în anii cinzeci pentru a face loc statuii lui Stalin. Grupul statuar care se află acum la intrarea în Herăstrău este o reconstituire realizată de sculptorul Ionel Stoicescu, în anul 2006, pe baza fotografiilor de epocă și a unei cariatide originale găsite în cimitirul Bellu în 2006 [29].
- Monumentul Kilometrul zero localizat în centrul Bucureștiului, în fața Bisericii Sf. Gheorghe, a fost creat de către Constantin Baraschi în 1938.
- Statuia lui I. L. Caragiale din București.
- Bustul lui Nicolae Bălcescu, amplasat în Rotonda scriitorilor din Parcul Cișmigiu din București.
- Cele 4 efigii de bronz, reprezentând capul lui Mihai Viteazul și stema țării din acea vreme, încastrate în pereții podului peste râul Neajlov, construit in epoca regelui Carol al II-lea, reconstituit în anii 1934 -1935, în cinstea victoriei asupra turcilor la Călugăreni.[30]
- Grupul Statuar Apărătorii Predealului, amplasat în fața gării orașului Predeal.[31] Monumentul, dezvelit în anul 1995, comemorează eroii care au luptat în Primul Război Mondial și prezintă luptele ce au avut loc la gară și atacarea unui tren. Pe un soclu înalt, placat cu marmură, se găsește un grup statuar realizat din bronz, care reprezintă trei soldați, unul aplecat asupra unei mitraliere, altul rănit, iar cel din centru cu capul ridicat și pumnul strâns, sugerând curajul de care au dat dovadă ostașii în apărarea țării.[32][33]
- Statuia Doctor Petru Groza, situată în Băcia, județul Hunedoara, localitatea natală a lui Petru Groza. Locația inițială a statuii a fost în Centrul vechi al municipiului Deva, pe locul în care a avut loc marea adunare a Frontului Plugarilor. Statuia de bronz, cu înălțimea de 4,5 m, așezată pe un soclu de marmură roșie de Carara, cu înălțimea de 2,3 m, a fost dezvelită la 7 decembrie 1962. După căderea regimului comunist, statuia a fost demontată și dusă într-o curte din spatele prefecturii, unde a zăcut până în anul 2007, când a fost înălțată pe actualul amplasament.[34]
- Fata pe valuri, sculptură în bronz - fântână arteziană, instalată în anul 1966 în fața magazinului Romarta din Galați. O replică a acestei sculpturi se află la Genova, în colecția Hohn.[35]
- În Piața centrală din Galați a existat o fântână monumentală, creație a artistului Constantin Baraschi, dar a fost înlocuită, în 1985, cu statuia lui Costache Negri, realizată de sculptorul Ioan Iordănescu în 1912 și reamplasata aici.[36]
- Zbor, basorelief pe fațada fostei uzine "Tractorul" din Brașov.